# Baltikum
 (juillet 2011).
Si vous disposez d'ouvrages ou d'articles de référence ou si vous connaissez des sites web de qualité traitant du thème abordé ici, merci de compléter l'article en donnant les références utiles à sa vérifiabilité et en les liant à la section « Notes et références ».
Le « Baltikum » [ˈbaltikʊm]  est une expression allemande utilisée depuis la fin du XIXe siècle pour désigner les provinces baltiques de l'Empire russe (gouvernement de Courlande, la Livonie, l'Estonie et Ösel), soit la Lettonie et l'Estonie actuelles et de nos jours comme synonyme en allemand pour les pays baltes dans leur ensemble (en y intégrant donc la Lituanie).
L'expression connut une certaine fortune à la fin de la Première Guerre mondiale quand certains membres des élites germano-baltes essayèrent de défendre l'idée d'un État unifié sous leur influence et ayant des liens étroits avec l'Empire allemand. 
Après la Première Guerre mondiale, cette expression reste utilisée et encore de nos jours dans certains ouvrages savants ou guides mais englobent désormais la Lituanie pour désigner les États baltes dont elle devient synonyme.

## Histoire
La création de la notion de Baltikum remonte à la fin du XVIIIe siècle lorsque l'Empire russe, à la suite du troisième partage de la Pologne de 1795, réorganise ses territoires donnant sur la Baltique. En 1801, un gouvernement général est créé pour regrouper les provinces dites alors allemandes (Courlande, Livonie, Estonie) dont l'autonomie est reconnue par le régime tsariste et qui conservent donc des institutions et lois consacrant les privilèges et le pouvoir quasi-absolu des élites allemandes dans les campagnes (grands propriétaires) et dans les villes. 
Dès les années 1830, les populations et l'administration prennent l'habitude de parler des « provinces baltiques » (en allemand Ostseeprovinzen puis de plus en plus die baltischen Provinzen). Afin de se différencier des populations indigènes (Estoniens, Lettons) qui commencent leur « réveil national », les populations allemandes commencent à prendre l'habitude de se qualifier de « Baltes » ou « Germano-Baltes », d'où l'expression « barons baltes » pour désigner les grands propriétaires allemands en lutte avec leurs paysans lettons et estoniens pour le contrôle des terres (l'expression est ambigüe car à la même époque l'adjectif balte va être utilisée par les linguistes pour désigner la famille des langues baltes regroupant les langues lituanienne, lettonne (et la langue prussienne éteinte). 
Pour poursuivre l'évolution linguistique, beaucoup de publicistes[Quoi ?] et savants allemands cherchent à proposer un nom plus clair permettant de remplacer l'expression « provinces baltiques » (on trouve par exemple des propositions comme Baltenland) mais permettant d'unifier d'abord au moins par la langue des territoires défendant leur particularismes historiques mais qui avaient tous pour eux une identité et une histoire germaniques à défendre, en particulier face à la menace des politiques de russification menées par l'administration tsariste.
C'est dans ce cadre que l'expression Baltikum trouve son chemin dans certaines publications scientifiques et savantes mais sans jamais pouvoir s'imposer dans l'opinion publique, la langue populaire. Il faut attendre la fin du conflit mondial, (en particulier au moment où l'armée allemande occupe finalement l'ensemble de la zone (février-novembre 1918) pour que l'expression connaisse un certain succès et soit utilisée dans de nombreuses publications, notamment pangermanistes.
La traduction de ces termes (Baltikum, Baltenland) est à l'origine du concept de « pays baltes » dans la presse et l'opinion française qui vont le reprendre mais en lui retirant sa connotation germanique et en l'appliquant au contraire aux nouveaux États qui naissent en luttant contre les corps francs allemands et le pouvoir soviétique.
En effet, dès le début de la Première Guerre mondiale, le territoire balte est l'objet d'âpres combats : conquête de la Courlande (1915), de Riga (septembre 1917) des îles d'Ösel et Dago (automne 1917) puis de la Livonie et de l'Estonie (février 1918). Puis lors de la paix à l'Est, il est au centre des négociations entre les représentants du jeune pouvoir soviétique issu de la Révolution d'Octobre et les représentants des puissances centrales durant les pourparlers de paix en vue du traité de Brest-Litovsk. L'Empire allemand tente, depuis la fin de 1917, de s'assurer le contrôle de ces territoires en créant une série d'États vassaux, en union personnelle avec l'empereur allemand. La tentative, à l'extrême fin de la guerre, par une fraction des Germano-Baltes, d'un  Duché balte uni, union des éphémères Duché de Courlande et Sémigalle, de la Livonie et de l'Estonie, en est la traduction, mais l'abdication de Guillaume II fait que l'expérience tourne court.
Ces territoires ont été  progressivement abandonnés à la fin de guerre sous la poussée bolchevique, puis sous la pression alliée, en 1919, dans le cadre du traité de Versailles. Lors du retrait allemand, le Baltikum est devenu au début de l'année 1919 l'enjeu de combats entre la Pologne, les différents États baltes, les Bolcheviks et les corps francs de la Baltique allemands, également appelés « Freikorps du Baltikum ». Le Baltikum est ainsi le théâtre de plusieurs conflits :
- Guerre d'indépendance de l'Estonie (novembre 1918 - février 1920)
- Guerre d'indépendance de la Lettonie (5 décembre 1918 - 11 août 1920)
- Guerres d'indépendance lituaniennes (décembre 1918 - novembre 1920)
  - Guerre polono-lituanienne (1er septembre - 7 octobre 1920)
- Guerre polono-soviétique (février 1919 - mars 1921)

## Ethnographie
Le peuplement du Baltikum se caractérise au début du XXe siècle par la présence d'une noblesse territoriale allemande. Ces barons baltes feront tout leur possible, notamment à la fin de la Première Guerre mondiale, pour maintenir le pouvoir qu'ils détenaient à l'époque des chevaliers Porte-Glaive. Cette noblesse allemande est directement issue des nobles allemands qui se sont installés sur ces territoires durant le Drang nach Osten médiéval.